# Vidar Helgesen

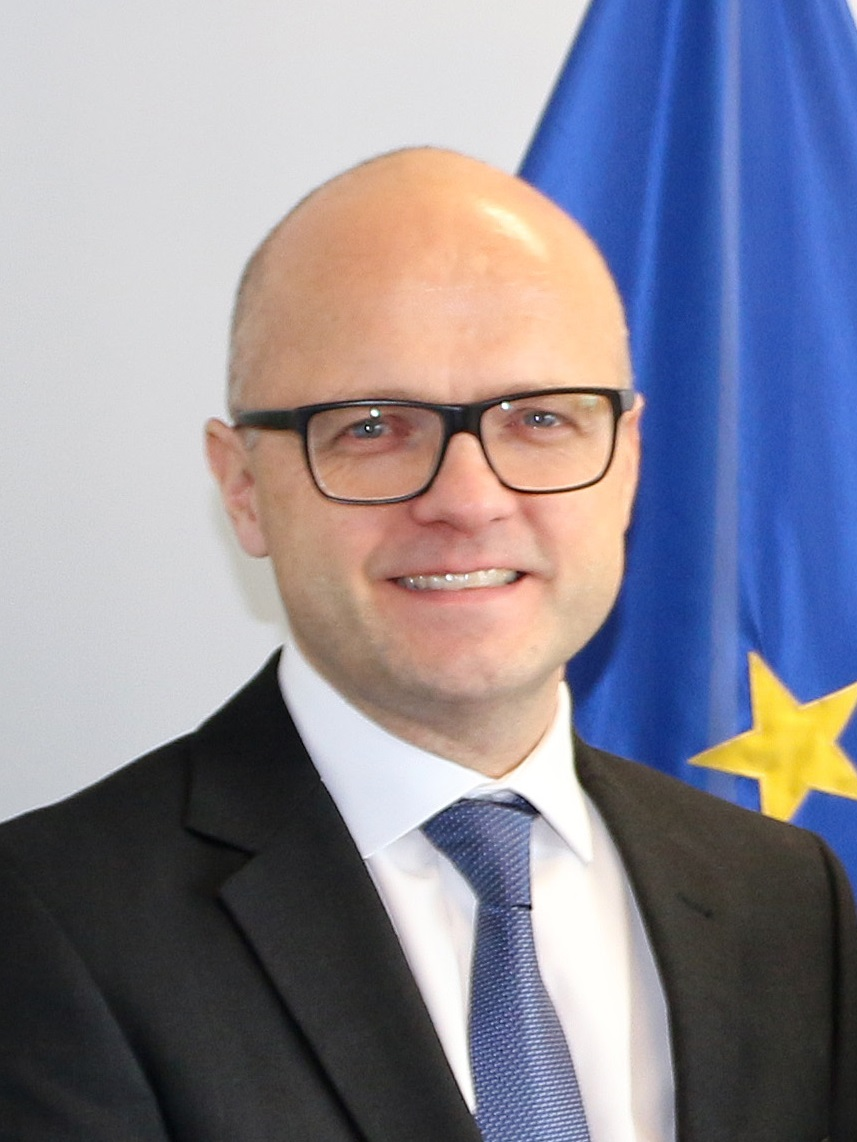
Vidar Helgesen (2013)

Vidar Helgesen (* 21. November 1968 in Bodø, Nordland) ist ein norwegischer Politiker der konservativen Høyre, der in der Regierung Solberg zwischen 2013 und 2015 Minister im Amt der Ministerpräsidentin war, als welcher er für Europaangelegenheiten zuständig war, und von 2015 bis 2018 Minister für Klima und Umwelt.

## Leben
Helgesen wuchs in Nøtterøy in Vestfold auf und begann nach dem Schulbesuch ein Studium der Rechtswissenschaften an der Universität Oslo. Er engagierte sich von 1987 bis 1989 als Mitglied des Zentralvorstandes des Gymnasiastenverbandes NGS (Norges Gymnasiastsamband) und engagierte sich zugleich als Leiter der Jugendhilfeorganisation Operasjon Dagsverk. Danach begann sein Engagement im Jugendverband der Høyre, der Unge Høyre, deren Zentralvorstand er zwischen 1989 und 1991 angehörte. Ferner war er Vizevorsitzender der Unge Høyre in Oslo. In der Folgezeit engagierte er sich auch für die Mitgliedschaft Norwegens in der Europäischen Union und leitete den vergeblichen Pro-EU-Einsatz seiner Partei bei der Volksabstimmung in Norwegen 1994. Nachdem er 1998 sein Studium abgeschlossen hatte, arbeitete er von 1998 bis 2001 als Sonderberater des Internationalen Roten Kreuzes in Genf.
Nach seiner Rückkehr nach Norwegen erhielt Helgesen 2001 seine anwaltliche Zulassung und arbeitete kurzzeitig als Rechtsanwalt in der Osloer Anwaltskanzlei Wiersholm, Mellbye & Bech. Am 19. Oktober 2001 wurde er in der Regierung Bondevik II Staatssekretär im Außenministerium (Statssekretær, Utenriksdepartementet) und bekleidete diesen Posten bis zum 17. Oktober 2005. In dieser Funktion engagierte er sich mit Erik Solheim im Friedensprozess auf Sri Lanka zur Beendigung des dortigen Bürgerkrieges. Im Anschluss war er zwischen 2005 und 2013 Generalsekretär des in Stockholm ansässigen International Institute for Democracy and Electoral Assistance (IDEA). 
In der Regierung von Ministerpräsidentin Erna Solberg übernahm Helgesen am 16. Oktober 2013 zunächst den Posten als Minister im Amt der Ministerpräsidentin (Statsråd, Statsministerens kontor) und war als solcher bis zum 16. Dezember 2015 für Europaangelegenheiten zuständig. In dieser Funktion hielt er 2015 die Laudatio bei der Verleihung des Willy-Brandt-Preises an Clemens Bomsdorf. Im Anschluss übernahm er nach einer Regierungsumbildung am 16. Dezember 2015 den Posten als Minister für Klima und Umwelt (Statsråd, Klima- og miljødepartementet). Im Zuge des Regierungsbeitritt der Venstre fiel sein Posten an Ola Elvestuen.
Im Juni 2020 wurde bekannt, dass Helgesen ab 2021 den Posten als Direktor der Nobelstiftung in Stockholm übernehmen soll.